# Fundação Ford

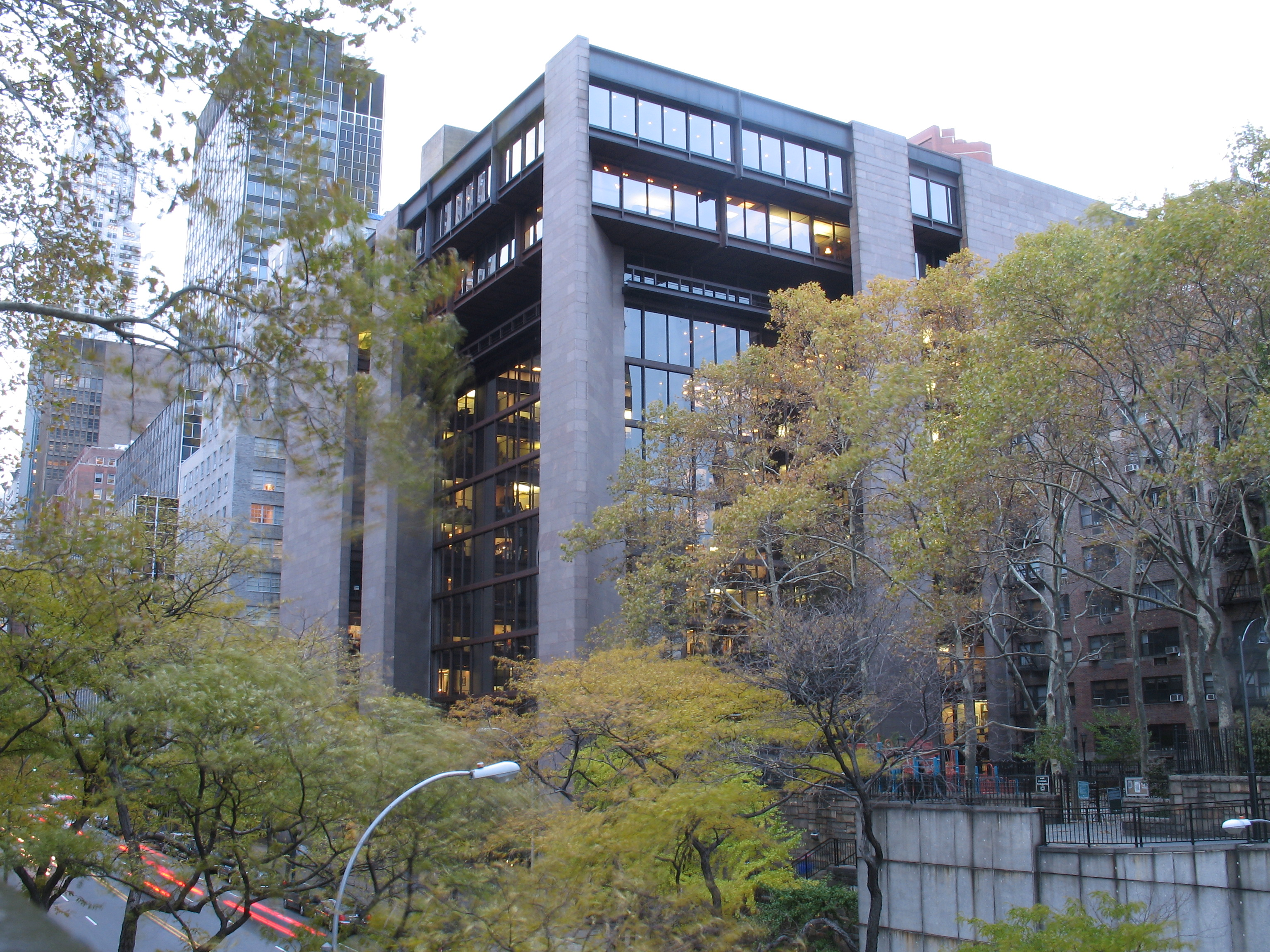
Sede da Fundação Ford em Nova York

A Fundação Ford é uma entidade sediada na cidade de Nova Iorque, Estados Unidos. Segundo seus instituidores, foi criada para financiar programas de promoção da democracia, redução do racismo e da pobreza. 

## História
A Fundação Ford foi fundada em 15 de janeiro de 1936 com uma doação inicial de 25 mil dólares de Edsel Ford (em valores corrigidos, equivalentes  aproximadamente a 1 milhão de reais, se considerado a correção monetaria do periodo ). Edsel Ford era filho único do industrial e magnata do automóvel Henry Ford. 
Em 1950-1960, sob a liderança do presidente Henry Heald, a Fundação Ford ajudou universidades americanas e a divulgação da arte. Ele subsidiou orquestras americanas com 80 milhões de US$; distribuindo grandes somas para balés, teatros, etc: na década de 1960, a Fundação Ford era a que tinha mais fundos dos Estados Unidos. Entre 1966 e 1986, distribui $ 200 milhões a mais de 1.000 Comunidade de Desenvolvimento da Corporations, as organizações em bairros difíceis cuja finalidade é desenvolver atividades culturais.
Desde o início do século XXI, a Fundação Ford distribui aproximadamente 80 milhões de USD por ano para instituições culturais e artísticas. Na França, financia entre outras o SOS Racisme, o Conseil représentatif des associations noires de France, e o L’Institut français des relations internationales, e também no passado, a Futuribles e o Congrès pour la liberté de la culture, e a Repórteres sem Fronteiras.
Em 1 de Julho de 2009, a Fundação Ford doou US $ 300.000 para a Fundação Wikimedia para apoiar o desenvolvimento da plataforma multimídia Wikimedia Commons.
A Fundação Ford não tem nenhuma ligação com a família Ford há mais de trinta anos. Henry Ford II, o último membro da família no conselho de administração demitiu-se do conselho da fundação, em 1976. 